# Confederation of African Rugby Championship 2000
La Confederation of African Rugby Championship del 2000, en su momento el nombre oficial fue Africa Top Six fue la primera edición de la copa organizada por la "Confédération Africaine de Rugby" hoy "Rugby Afrique".
En su momento contó con seis participantes y finalmente cinco cuando Costa de Marfil se bajó del torneo. El campeón fue South Africa U23, segunda selección de Sudáfrica, que resultó ser muy fuerte para sus rivales al vencer en la final a Marruecos en Casablanca.

## Modo de disputa
Los equipos se dividieron en dos zonas, Norte y Sur. El torneo se disputó con el sistema de todos contra todos a dos series, de ida y vuelta.
Los participantes se agrupan en una tabla general de cada zona, los ganadores disputan una final única. Sistema de puntuación, se reparten de la siguiente manera:
- 2 puntos por victoria.
- 1 puntos por empate.
- 0 puntos por derrota.

No se otorgaron puntos bonus ofensivo y defensivo.

## Zona Sur

### Posiciones
| Pos. | Equipo           | Encuentros | Encuentros | Encuentros | Encuentros | Tantos  | Tantos    | Tantos     | Puntos |
| Pos. | Equipo           | jugados    | ganados    | empatados  | perdidos   | a favor | en contra | diferencia | Puntos |
| ---- | ---------------- | ---------- | ---------- | ---------- | ---------- | ------- | --------- | ---------- | ------ |
| 1    | South Africa U23 | 4          | 4          | 0          | 0          | 259     | 43        | + 216      | 8      |
| 2    | Namibia          | 4          | 2          | 0          | 2          | 93      | 204       | + 114      | 4      |
| 3    | Zimbabue         | 4          | 0          | 0          | 4          | 82      | 187       | - 105      | 0      |

|  | Clasificado a la final |

### Resultados
| 17 de junio | South Africa U23 | 64 – 12 | Zimbabue | Estadio Loftus Versfeld, Pretoria, |  |

| 24 de junio | South Africa U23 | 91 – 3 | Namibia | Estadio Free State, Bloemfontein, |  |

| 1 de julio | Zimbabue | 26 – 31 | Namibia | Estadio Nacional de Deportes, Harare, |  |
|            |          | Reporte |         |                                       |  |

| 8 de julio | Namibia | 18 – 53 | South Africa U23 | Estadio de rugby Hage Geingob, Windhoek, |  |
|            |         |         |                  | Asistencia: 10,000 espectadores          |  |

| 15 de julio | Zimbabue | 10 – 51 | South Africa U23 | Estadio Nacional de Deportes, Harare, |  |

| 22 de julio | Namibia | 41 – 34 | Zimbabue | Estadio de rugby Hage Geingob, Windhoek, |  |

## Zona Norte

### Posiciones
| Pos. | Equipo          | Encuentros | Encuentros | Encuentros | Encuentros | Tantos  | Tantos    | Tantos     | Puntos |
| Pos. | Equipo          | jugados    | ganados    | empatados  | perdidos   | a favor | en contra | diferencia | Puntos |
| ---- | --------------- | ---------- | ---------- | ---------- | ---------- | ------- | --------- | ---------- | ------ |
| 1    | Marruecos       | 2          | 2          | 0          | 0          | 52      | 29        | + 23       | 4      |
| 2    | Túnez           | 2          | 0          | 0          | 2          | 29      | 52        | - 23       | 0      |
| 3    | Costa de Marfil | 0          | 0          | 0          | 0          | 0       | 0         | 0          | 0      |

|  | Clasificado a la final |

### Resultados
| 7 de octubre | Marruecos | 27 – 9 | Túnez | Estadio Mohammed V, Casablanca, |  |

| 4 de noviembre | Túnez | 20 – 25 | Marruecos | Túnez, |  |

## Final
| 16 de diciembre | Marruecos | 14 – 44 | South Africa U23 | Estadio Mohammed V, Casablanca, |  |

| Bandera de Sudáfrica     |
| Campeón South Africa U23 |
| Primer título            |